# Вечерний Ереван
«Вечерний Ереван» (арм. Երեկոյան Երևան, «Ерекоян Ереван») — ереванская городская вечерняя газета, орган Ереванского городского совета Коммунистической партии и Совета рабочих депутатов Еревана. Выходила ежедневно на армянском языке.
Освещала деятельность партийных и советских органов Армянской ССР, а также работу промышленных предприятий, научно-исследовательских институтов, культурных учреждений, учебных заведений. Охватывала широкий круг вопросов социалистического интернационализма (конкурс городов-побратимов, дайджест вечерних газет столиц закавказских республик и др.), обмена опытом ведущих предприятий, вопросы санитарии, транспорта, связи, здравоохранения, материалы о жизни выдающихся людей. Имела широкий круг корреспондентов, публиковала материалы о культурной и спортивной жизни города, обзоры, давала медицинские и юридические консультации, а также ответы на письма читателей.

## История
Издавалась с 1957 года. Печаталась в Ереване.
Главные редакторы A. Ерицян (1957—1958), Гурген Аракелян (1958—1959); Б. Ананикян (1959—1963); В. Саргсян (1963—1966); С. Аветисян (1966—1971); С. Саргсян (1971—1975); К. Азарян (с 1976 года).
С газетой сотрудничали известные литераторы — поэт Людвиг Дурян и др.